# シニシャ・ミハイロヴィチ
シニシャ・ミハイロヴィッチ（セルビア語: Синиша Михајловић, ラテン文字転写: Siniša Mihajlović、1969年2月20日 - 2022年12月16日）は、セルビアの元サッカー選手、サッカー指導者。ポジションはMF、DF。

## クラブ経歴
ヴコヴァルで生まれ、ボロヴォ・ナセリェで育つ。地元クラブのボロヴォでプロキャリアをスタートし、1990-91シーズン途中にヴォイヴォディナからレッドスター・ベオグラードへ移籍した。レッドスターではUEFAチャンピオンズカップ 1990-91準決勝のバイエルン・ミュンヘン戦セカンドレグでは得意のフリーキックで先制ゴールを挙げ、後半ロスタイムにはクロスでクラウス・アウゲンターラーのオウンゴールを誘発し土壇場で決勝進出を決め、決勝のオリンピック・マルセイユ戦でもPK戦でキックを成功させ優勝に貢献した。また同年12月に開催されたインターコンチネンタルカップ 1991でもダルコ・パンチェフのゴールをアシストし優勝に貢献した。
1992-93シーズンにはセリエA・ローマへ移籍、3月28日、ブレシア戦で直接FKでセリエA初ゴールを奪った。1994-95シーズンから移籍したサンプドリアではレッドスター時代のチームメート、ヴラディミル・ユーゴヴィッチと再びチームメートとなった。スヴェン＝ゴラン・エリクソンの指揮の下で、はじめてリベロでのプレーをするようになり、スーペルコッパ・イタリアーナのACミラン戦で直接FKから移籍後ゴールを挙げ、リーグ開幕節のパドバ戦で移籍後リーグ戦初ゴールを挙げた。1998-99シーズンからはエリクソンの後を追う形でラツィオへ移籍、ミハイロヴィチの加入がチームに様々な好影響を与えることとなった。
1998－99シーズン、12月18日、第13節のサンプドリア戦ではフリーキックのみでのハットトリックを達成、同シーズンは決勝でマヨルカを2-1と破りUEFAカップを優勝、翌シーズンはセリエA制覇、コッパ・イタリアの2冠に貢献する活躍をみせた。
2004-05シーズンにインテルへと移籍、2005-06シーズン、引退直前インテル時代の4月8日第33節のアスコリ戦では、の直接フリーキックによるゴールを挙げている(セリエA史上最多（28得点目）)。現在はこの記録をアンドレア・ピルロと分け合う形で記録を保持している。

## 代表経歴
1991年5月16日の対フェロー諸島戦でユーゴスラビア代表デビューを果たした。1992年にはUEFA EURO '92のメンバーに選出されていたものの、内戦への制裁でチームは大会に参加出来なかった。
1998年のフランスW杯では内戦による混乱から久々に国際舞台に復帰したユーゴスラビア代表としてプレー、グループリーグ初戦のイラン戦でフリーキックを決め、第3戦のアメリカ戦ではスロボダン・コムリェノヴィッチの決勝ゴールをアシストし、ベスト16入りに貢献した。
2000年にはEURO 2000に出場した。

## 指導歴
現役引退後はインテルでロベルト・マンチーニのアシスタントコーチとして2年間を過ごした。2008年11月にボローニャの監督に就任したが、成績不振により2009年4月に解任された。2009年12月からはカターニアの監督に就任した。
2010年5月末にカターニアの監督を辞任、続く6月3日にはフィオレンティーナがチェーザレ・プランデッリの後任として就任すると発表。
2011年11月、成績不振により解任された。
2012年5月、セルビア代表監督に就任。しかし、2014年ワールドカップ予選突破に失敗し、2013年11月辞任。
その後、サンプドリアの監督に途中就任すると、チームを残留に導く。そして2014-15シーズンはサンプドリアをUEFAヨーロッパリーグ出場権を勝ち取るほどの躍進へと導いた。2014-15シーズン終了後、サンプドリア監督を辞任。
2015年6月16日、2年契約にてミランの監督に就任することが発表された。2016年4月12日、ミランの監督を解任された。
2016年5月25日、トリノの監督に就任し､2016-17シーズンは9位、コッパ・イタリアは16強で終えた。2018年1月4日成績不振で解任された。
2018年6月18日、サポーターによる襲撃及び選手の退団といった混乱が続くスポルティングCPの監督として招聘されたが、9日後に解任となることが発表された。
2019年1月29日、ボローニャFCの監督に就任した。2022年9月6日に解任が発表された。

## 人物
- 2019年7月13日に記者会見で自身が白血病であることを公表した。
- 2022年12月16日、白血病のためローマの病院で死去[16][17]。53歳没。

## 個人成績
| クラブ           | シーズン | リーグ | リーグ | カップ | カップ | 国際大会 | 国際大会 | その他 | その他 | 通算 | 通算 |
| クラブ           | シーズン | 出場   | 得点   | 出場   | 得点   | 出場     | 得点     | 出場   | 得点   | 出場 | 得点 |
| ---------------- | -------- | ------ | ------ | ------ | ------ | -------- | -------- | ------ | ------ | ---- | ---- |
| ヴォイヴォディナ | 1988-89  | 31     | 4      |        |        | —        | —        | —      | —      | 31   | 4    |
| ヴォイヴォディナ | 1989-90  | 28     | 11     |        |        | 2        | 1        | —      | —      | 30   | 12   |
| ヴォイヴォディナ | 1990-91  | 14     | 4      |        |        | —        | —        | —      | —      | 14   | 4    |
| ヴォイヴォディナ | 通算     | 73     | 19     |        |        | 2        | 1        | —      | —      | 75   | 20   |
| レッドスター     | 1990-91  | 14     | 1      | 3      | 1      | 5        | 1        | —      | —      | 22   | 3    |
| レッドスター     | 1991-92  | 24     | 8      |        |        | 10       | 4        | 2      | 0      | 36   | 12   |
| レッドスター     | 通算     | 38     | 9      | 3      | 1      | 15       | 5        | 2      | 0      | 58   | 15   |
| ローマ           | 1992-93  | 29     | 1      | 7      | 5      | 5        | 1        | —      | —      | 41   | 7    |
| ローマ           | 1993-94  | 25     | 0      | 3      | 0      | —        | —        | —      | —      | 28   | 0    |
| ローマ           | 通算     | 54     | 1      | 10     | 5      | 5        | 1        | —      | —      | 69   | 7    |
| サンプドリア     | 1994-95  | 25     | 3      | 2      | 0      | 6        | 1        | 1      | 1      | 34   | 5    |
| サンプドリア     | 1995-96  | 30     | 4      | 2      | 0      | —        | —        | —      | —      | 32   | 4    |
| サンプドリア     | 1996-97  | 28     | 2      | 1      | 0      | —        | —        | —      | —      | 29   | 2    |
| サンプドリア     | 1997-98  | 27     | 3      | 4      | 1      | 2        | 0        | —      | —      | 33   | 4    |
| サンプドリア     | 通算     | 110    | 12     | 9      | 1      | 8        | 1        | 1      | 1      | 128  | 15   |
| ラツィオ         | 1998-99  | 30     | 8      | 4      | 1      | 9        | 0        | 1      | 0      | 44   | 9    |
| ラツィオ         | 1999-00  | 26     | 6      | 7      | 4      | 12       | 3        | 1      | 0      | 46   | 13   |
| ラツィオ         | 2000-01  | 18     | 4      | 2      | 1      | 8        | 2        | 1      | 1      | 29   | 8    |
| ラツィオ         | 2001-02  | 6      | 0      | 2      | 0      | 2        | 0        | —      | —      | 10   | 0    |
| ラツィオ         | 2002-03  | 21     | 1      | 1      | 0      | 6        | 0        | —      | —      | 28   | 1    |
| ラツィオ         | 2003-04  | 25     | 1      | 6      | 0      | 5        | 1        | —      | —      | 36   | 2    |
| ラツィオ         | 通算     | 126    | 20     | 22     | 6      | 42       | 6        | 3      | 1      | 193  | 33   |
| インテル         | 2004-05  | 20     | 4      | 6      | 1      | 4        | 0        | —      | —      | 30   | 5    |
| インテル         | 2005-06  | 5      | 1      | 5      | 0      | 3        | 0        | —      | —      | 13   | 1    |
| インテル         | 通算     | 25     | 5      | 11     | 1      | 7        | 0        | —      | —      | 43   | 6    |
| 総通算           | 総通算   | 426    | 66     | 55     | 14     | 79       | 14       | 6      | 2      | 566  | 96   |

## 代表歴

### 出場大会
- ユーゴスラビア代表
  - 1998 FIFAワールドカップ (ベスト16)
- セルビア・モンテネグロ代表

### 試合数
- 国際Aマッチ 58試合 9得点（1991年-2002年）[18]
- 国際Aマッチ 4試合 1得点（2002年-2003年）[18]

| ユーゴスラビア代表 | 国際Aマッチ | 国際Aマッチ |
| 年                 | 出場        | 得点        |
| ------------------ | ----------- | ----------- |
| 1991               | 4           | 0           |
| 1992               | 0           | 0           |
| 1993               | 0           | 0           |
| 1994               | 2           | 0           |
| 1995               | 3           | 2           |
| 1996               | 7           | 0           |
| 1997               | 9           | 2           |
| 1998               | 11          | 2           |
| 1999               | 5           | 0           |
| 2000               | 6           | 1           |
| 2001               | 6           | 2           |
| 2002               | 5           | 0           |
| 通算               | 58          | 9           |

| セルビア・モンテネグロ代表 | 国際Aマッチ | 国際Aマッチ |
| 年                         | 出場        | 得点        |
| -------------------------- | ----------- | ----------- |
| 2002                       | 3           | 1           |
| 2003                       | 1           | 0           |
| 通算                       | 4           | 1           |

## 監督成績
2022年9月7日現在
| クラブ             | 就任           | 退任           | 記録 | 記録 | 記録 | 記録 | 記録   |
| クラブ             | 就任           | 退任           | 試   | 勝   | 分   | 敗   | 勝率   |
| ------------------ | -------------- | -------------- | ---- | ---- | ---- | ---- | ------ |
| ボローニャ         | 2008年11月3日  | 2009年4月14日  | 22   | 4    | 8    | 10   | 018.18 |
| カターニア         | 2009年12月8日  | 2010年5月24日  | 25   | 10   | 9    | 6    | 040.00 |
| フィオレンティーナ | 2010年6月4日   | 2011年11月7日  | 52   | 18   | 18   | 16   | 034.62 |
| セルビア代表       | 2012年5月21日  | 2013年11月19日 | 19   | 7    | 4    | 8    | 036.84 |
| サンプドリア       | 2013年11月20日 | 2015年6月1日   | 69   | 26   | 23   | 20   | 037.68 |
| ミラン             | 2015年6月16日  | 2016年4月12日  | 38   | 19   | 10   | 9    | 050.00 |
| トリノ             | 2016年5月25日  | 2018年1月4日   | 64   | 23   | 24   | 17   | 035.94 |
| スポルティングCP   | 2018年6月18日  | 2018年6月27日  | 0    | 0    | 0    | 0    | —      |
| ボローニャ         | 2019年1月28日  | 2022年9月6日   | 142  | 46   | 38   | 58   | 032.39 |
| 合計               | 合計           | 合計           | 431  | 153  | 134  | 144  | 035.50 |

## タイトル

### ヴォイヴォディナ・ノヴィ・サド
- ユーゴスラビア・プルヴァ・リーガ：1988-89

### レッドスター・ベオグラード
- ユーゴスラビア・プルヴァ・リーガ：1990-91, 1991-92
- UEFAチャンピオンズカップ：1990-91
- インターコンチネンタルカップ：1991

### ラツィオ
- セリエA：1999-00
- コッパ・イタリア：1999-00, 2003-04
- スーペルコッパ・イタリアーナ：1998, 2000
- UEFAカップウィナーズカップ：1998-99
- UEFAスーパーカップ：1999

### インテル
- セリエA：2005-06
- コッパ・イタリア：2004-05, 2005-06
- スーペルコッパ・イタリアーナ：2005

### 個人
- ヨーロピアン・スポーツ・メディア年間ベストイレブン：1998-99, 1999-00
- ユーゴスラビア年間最優秀選手：1999